# 이육
이육(李陸, 1438년 ~
1498년)은 조선 초기의 문신이다. 본관은 고성(固城), 자(字)는 방옹(放翁), 호는 청파(靑坡), 시호(諡號)는 문광(文光)이다. 세종 때 좌의정을 지낸 이원(李原)의 손자이며, 고성이씨 사암공파(思菴公派) 중시조인 사암공 이지(李墀)의 아들이다.
15세에 사마시에 급제하고 22세에 진사 급제한 후, 3년간에 지리산에 들어가 학문을 닦아 명성이 높았고 따르는 사람이 많았다고 한다.
세조 10년(1464), 27세에 온양 별시 문과에 장원급제하여 겸예문(兼藝文)에 선발되고 성균관직강(成均館直講)(정5품)을 역임하였다.
세조 12년(1466년)에 29세로 발영시(拔英試)에 2등 급제, 다시 2년 후 세조 14년(1468년) 31세로 문과 중시 을과(文科 重試 乙科)에 급제하는 등 5번이나 과거에 급제한 인물이다.
후에 예문관 응교(정4품), 사헌부 장령과 예문관 전한(종3품) 겸직, 사간원 대사간(정3품), 성균관 대사성(정3품) 등 여러 관직을 거쳤고, 성종 8년(1477년)에 40세의 나이로 충청관찰사(종2품)를 제수받는다. 그런데 이때 그의 부친 사암공 이지(李墀)가 1473년 괴산군수로 부임하여 봉직하던 중이라 희귀한 사례의 표본이 되기도 했다.
이후 충청도 관찰사(종2품), 경상도 관찰사, 강원도 관찰사 등을 거쳐, 예조참판, 병조참판, 형조참판 등을 역임하였다.
중국 명나라에 사신으로 2차례 다녀온 뒤 보고 들은 내용을 토대로 쓴 일종의 견문기록인 청파극담(靑坡劇談)이 유명하다.